# Maximiliano Richeze
Ariel Maximiliano Richeze (Buenos Aires, 7 de março de 1983) é um ciclista profissional argentino.